# Kautex Textron

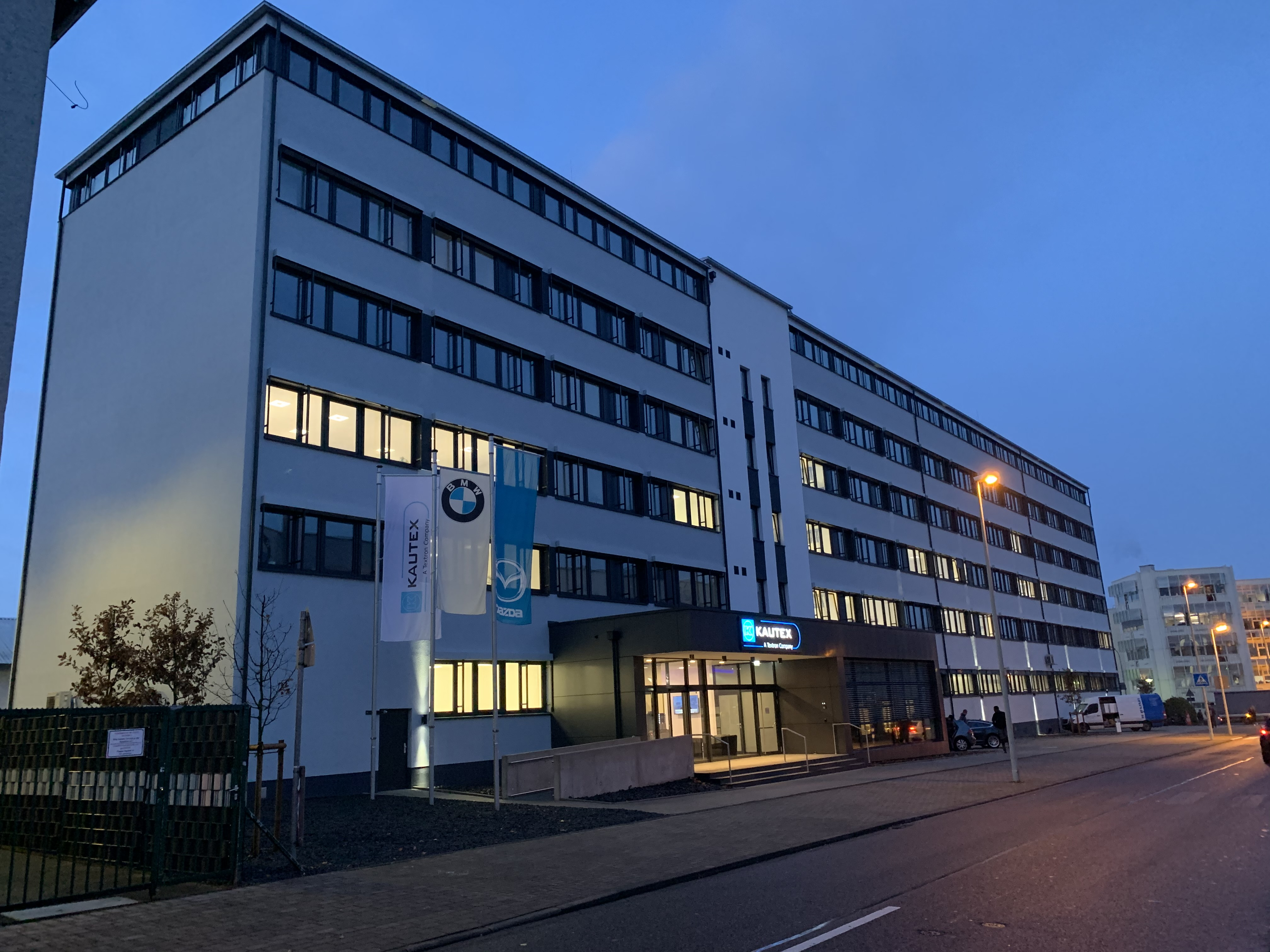
Firmengebäude auf der Kautexstr. in Bonn

Die Kautex Textron GmbH & Co. KG ist eine Tochtergesellschaft des Multi-Industriekonzerns Textron Inc. und ein Zulieferer für Hybrid- und konventionelle Kunststofftanksysteme, Selective-Catalytic-Reduction-Systeme (SCR) sowie Kamera- und Sensor-Reinigungs-Systeme. Weitere  Produkte sind Nockenwellen, Gussteile sowie Kunststoffverpackungen für die unterschiedlichsten Branchen. Das Unternehmen hat seinen Hauptsitz in Bonn.

## Geschichte
Im Jahr 1935 gründete Reinold Hagen die Galvanischen Werkstätten in Siegburg. Diese übernahmen galvanische Arbeiten sowie die Herstellung von Stanz- und Ziehartikeln. Später erfolgte die Umbenennung des Betriebes in Kautex (Kautschuk-Ex). Es wurden Dichtungen, Manschetten, Schläuche und Profile produziert. In der Folge gelang es Kautex, als erstes Unternehmen weltweit einen über zehn Liter großen Behälter im Blasverfahren herzustellen. 1944 beschäftigte Kautex 230 Mitarbeiter.
Zu Ende des Zweiten Weltkrieges wurde das Werk völlig zerstört. Noch 1945 wurde ein neues Werk auf einem eigenen Grundstück in Hangelar errichtet, das 1946 die Produktion mit 47 Arbeitnehmern aufnahm. 1959 beschäftigte Kautex bereits über tausend Mitarbeiter und war größter europäischer Hersteller von Thermoplast-Hohlkörpern. Im Jahr 1958 wurde außerdem ein Zweigwerk in Bonn-Duisdorf errichtet.
Das Unternehmen baute im Jahr 1964 den Prototyp eines Kunststoffkraftstofftanks aus Polyamid für den Autohersteller Ford und 1972 entwickelte Kautex den ersten Kunststoffkraftstofftank aus HDPE für Volkswagen. Mit dem Kauf eines Werks in Waldkirch erweitert Kautex im Jahr 1992 sein Verpackungssegment. Zu dieser Zeit wurden in Waldkirch Fässer, Kanister und Flaschen produziert. Heute hat sich das Werk auf die Herstellung von Kunststoffkanistern und -flaschen für die chemische, agrochemische pharmazeutische sowie Lebensmittel-Industrie spezialisiert. 1976 wurde der Geschäftsbereich Maschinenbau an Krupp verkauft und erhielt den Namen Krupp Kautex. 1994 begann das Unternehmen mit der Herstellung eines mehrschichtigen Autotanks nach dem von Kautex entwickelten Koextrusionsblasverfahren. Bis dahin war die Wand eines Tanks einschichtig.
Im Jahr 1996 begann das Unternehmen nach Asien zu expandieren, und ein Jahr darauf wurde es durch den amerikanischen Mischkonzern Textron übernommen.
2004 startete das Unternehmen in Zusammenarbeit mit Bosch die Entwicklung eines Harnstofftanks für Dieselfahrzeuge mit SCR-Katalysator. 2005 wurde das erste PZEV-Kunststoffkraftstofftank-System, das den Richtlinien des California Air Resources Board entspricht, produziert. 2006 begann Kautex Textron mit der Entwicklung eines Tanksystems namens NGFS, bei dem alle Teile im Innenraum des Tankes befestigt sind. 2007 folgen die ersten Serienaufträge für NGFS und SCR. Im Jahr 2015 lieferte Kautex mit dem komplett aus Kunststoff gefertigten Hybrid-Kraftstoffbehälter eine weitere Branchenpremiere. Damit war Kautex erster Anbieter am Markt mit zwei Kunststofftanklösungen, die die Anforderungen der Druckbeaufschlagung erfüllten.
Für das Zeitalter der neuen Mobilität erweiterte Kautex sein Portfolio, um seinen Kunden Batteriesysteme rein aus thermoplastischem Verbundwerkstoff oder Materialhybride (Pentatonic™), sowie fortschrittliche Reinigungslösungen für assistiertes und autonomes Fahren anzubieten (Allegro).

## Produkte

### Automotive
Das Unternehmen produziert folgende Autoteile:
- Pentatonic™ Batteriegehäuse[11]
- Reinigungssystem „Allegro“ für Fahrassistenzsysteme (ADAS, Advanced Driver Assistance Systems)[12]
- konventionelle Kraftstofftanks aus Kunststoff[13]
- druckbeaufschlagte Kraftstofftanks (Hybrid-Kraftstofftanks)[14]
- Reinigungssysteme für Windschutzscheiben und Frontscheinwerfer[15]
- Nockenwellen[16]

### Industrial Products
Kautex IP (Industrial Products) entwickelt und produziert Flaschen und Kanister mit einem Füllvolumen von 10 Millilitern bis zu 30 Litern aus den folgenden Kunststoffen:
- Polyethylen hart (HDPE)
- Polyethylen weich (LDPE)
- Polypropylen (PP)
- Polyvinylchlorid  (PVC hart)
- Co-Polyester  (PETG)
- Post-Consumer-Rezyklat (PCR)

Die im Mono- und Coextrusionsblasverfahren hergestellten Gebinde werden für die chemische, agrochemische, pharmazeutische und für die Lebensmittelindustrie sowie für Laboratorien produziert. Neue Flaschen und Kanister entstehen in der werkseigenen Verpackungsentwicklung in Bonn-Duisdorf.